# الخريف (العدين)

تعديل مصدري - تعديل

الخريف محلة تابعة لقرية راس قصع، التابعة لعزلة قصع حليان بمديرية العدين إحدى مديريات محافظة إب في الجمهورية اليمنية.، بلغ تعداد سكانها 28 حسب تعداد اليمن لعام 2004.